# Bhutanische Fußballnationalmannschaft
Die bhutanische Fußballnationalmannschaft ist die Nationalmannschaft des südasiatischen Königreiches Bhutan. Sie wurde 1983 gebildet; erst im Jahr 2000 trat der Fußballverband Bhutans der FIFA bei.
Die Mannschaft zählt zu den erfolglosesten des Kontinentalverbandes AFC. Es ist ihr bisher noch nicht gelungen, sich für eine Fußball-Weltmeisterschaft oder für die Asienmeisterschaften zu qualifizieren. Bei den Fußball-Südasienmeisterschaft 2008 schied sie jedoch erst im Halbfinale aus.
Ein Porträt des Fußballs in Bhutan bietet der Dokumentarfilm The Other Final, der über das im Jahre 2002 parallel zum WM-Finale stattfindende Länderspiel gegen die Fußballnationalmannschaft von Montserrat, den damaligen Letzten der FIFA-Weltrangliste, berichtet. Bhutan gewann das Spiel in Thimphu mit 4:0.
Von 2007 bis zu seinem Tod 2014 betreute der österreichische Trainer Helmut L. Kronjäger die Nationalmannschaft und gleichzeitig die U-16-Nationalmannschaft, aber nicht als Cheftrainer. Seine primäre Aufgabe bestand darin, die fußballerischen Strukturen im Land zu verbessern. So wurde unter ihm eine eigene Meisterschaft eingeführt.
In der Qualifikation zur WM 2018 konnte Bhutan in der ersten Runde seinen ersten Sieg in einer WM-Qualifikation verbuchen. Die Mannschaft gewann auswärts in Colombo mit 1:0 gegen Sri Lanka. Auch das Rückspiel gewann sie mit 2:1 und qualifizierte sich für die 2. Runde.
Bhutan verfügt aufgrund seiner gebirgigen Lage über keinen Fußballplatz nach europäischem Standard. Lediglich fünf Plätze sind bespielbar, darunter das einzige Stadion des Landes, das Changlimithang Stadium.

## Weltmeisterschaften
- 1930 bis 2006 – nicht teilgenommen
- 2010 – zurückgezogen
- 2014 – nicht teilgenommen
- 2018 bis 2026 – nicht qualifiziert

## Asienmeisterschaften
- 1956 bis 1996 – nicht teilgenommen
- 2000 bis 2004 – nicht qualifiziert
- 2007 – nicht teilgenommen
- 2011 bis 2024 – nicht qualifiziert

## Südasienmeisterschaft
- 1993 bis 1999 – nicht teilgenommen
- 2003 bis 2005 – Vorrunde
- 2008 – Halbfinale
- 2009 – Vorrunde
- 2011 – Vorrunde
- 2013 – Vorrunde
- 2015 – Vorrunde
- 2018 – Vorrunde
- 2021 – nicht teilgenommen
- 2023 – Vorrunde

## AFC Challenge Cup
- 2006 – Vorrunde
- 2008 – nicht qualifiziert
- 2010 – nicht qualifiziert
- 2012 – nicht qualifiziert
- 2014 – nicht teilgenommen

## AFC Solidarity Cup
- 2016 – nicht teilgenommen
- 2020 – qualifiziert, Turnier aufgrund der COVID-19-Pandemie abgesagt.[5]

## Trainer
- Kang Byung-chan (2000–2002)
- Yoo Kee-heung (2002)
- Arie Schans (2002–2003)
- Henk Walk (2003)
- Khare Basnet (2003–2008)
- Kōji Gyōtoku (2008–2010)
- Hiroaki Matsuyama (2010–2012)
- Kazunori Ohara (2012–2014)
- Chokey Nima (2015)
- Norio Tsukitate (2015)
- Pema Dorji (2015–2016)
- Torsten Spittler (2016–2017)
- Chencho Wangchuck Dorji (2017)
- Trevor Morgan (2017–2019)
- Pema Dorji (2019–2023)
- Kim Tae-in (2024)
- Atsushi Nakamura (seit 2024)